# Гвоздев, Порфирий Петрович
Порфирий Петрович Гвоздев (1840 — 23 декабря 1901 (5 января 1902), Москва) — русский педагог.

## Биография
Его отец служил в селе Воскресеновка вместе с отцом В. О. Ключевского и их семьи были близко знакомы.
Окончил Пензенскую духовную семинарию, Казанскую духовную академию и Императорский Казанский университет. В 1869—1877 годах преподавал латинский язык во 2-й Казанской гимназии.
Был утверждён 5 января 1871 года в должности приват-доцента Казанского университета и преподавал на кафедре римской словесности до 1883 года. В 1877—1888 годах был инспектором 1-й Казанской гимназии.
Неблагоприятные обстоятельства вынудили его перейти в Московский учебный округ, где он в течение некоторого времени преподавал в одной из московских гимназий; затем был направлен в г. Белый Смоленской губернии — инспектором бельской прогимназии, при преобразовании которой в гимназию в 1899 году, стал её директором. В 1900 году вышел в отставку и в следующем году скончался.
Библиография:
- Образованность и литературные нравы в римском обществе времен Плиния Младшего // ЖМНП. — 1873. — № 10—11;
- Историческая записка о Второй Казанской гимназии. — Казань, 1876;
- Опровержение эпикуреизма: Перевод первой и второй книги Цицерона «О высшем благе и крайнем зле». — Казань, 1889.

## Источник
- Гвоздев, Порфирий Петрович // Биографический словарь профессоров и преподавателей Императорского Казанского университета: За сто лет (1804—1904). Ч. 1. — Казань : типо-лит. Имп. ун-та, 1904. — С. 61.